# っていうか恋じゃね?
『っていうか恋じゃね?』（っていうかこいじゃね?）は、武藤啓による日本の漫画作品。
『月刊プリンセス』（秋田書店）にて2009年12月号から2014年2月号まで連載された。単行本はプリンセスコミックスより全10巻。

## あらすじ
大の男嫌いの姫森一乃。男なんて社会のゴミだと思っていたのに、通っていた学校（女子校）が男子校と合併し、高校から共学になってしまう。
ある日、一乃は幼い頃の大切な思い出の女の子の面影を持つ、美しい女性・しのと出会う。だが、しのの正体は新しく一乃のクラスメイトになった歴とした男子・新の女装姿だった。

## 登場人物
姫森 一乃（ひめもり いちの）
父が金目のものを盗み「スマン (>_<) 」というふざけた置き手紙を残し姿を消して以来、男は社会のゴミだと思うようになり、母や女友達たちを男から守るために毎日体を鍛えている。男子慣れしていない女子生徒たちの不安を少しでも取り除けるよう粉骨砕身する。
田中 新（たなか あらた）
一乃のクラスメイト。クラス委員長になる。男子に慣れていない女子たちのことを第一に考え行動する一乃を見て、好意を持つようになる。
東雲にメイクをしてもらい女装し「しの」になる。
雅（みやび）
一乃の親友。
相沢 みちる（あいざわ みちる）
一乃の親友。一乃のことが大好き。
金山 喜一（かなやま きいち）
新の親友。雅のことを好きになる。
東雲 武蔵（しののめ むさし）
新の親友。オタク。
花井 美弥（はない みや）
一乃のクラスメイト。一乃がクラス委員長になって自分たちを守ってくれると思っていたのに、男がクラス委員長になったことが許せず嫌がらせをする。

## 書誌情報
- 武藤啓 『っていうか恋じゃね?』 秋田書店〈プリンセスコミックス〉 全10巻
  1. 2010年05月16日発売[2]、ISBN 978-4-253-19338-2
  2. 2010年10月15日発売[3]、ISBN 978-4-253-19339-9
  3. 2011年04月15日発売[4]、ISBN 978-4-253-19340-5
  4. 2011年08月16日発売[5]、ISBN 978-4-253-19341-2
  5. 2012年01月16日発売[6]、ISBN 978-4-253-19342-9
  6. 2012年06月15日発売[7]、ISBN 978-4-253-19343-6
  7. 2012年11月16日発売[8]、ISBN 978-4-253-19344-3
  8. 2013年04月16日発売[9]、ISBN 978-4-253-19345-0
  9. 2013年10月16日発売[10]、ISBN 978-4-253-27036-6
  10. 2014年03月14日発売[11]、ISBN 978-4-253-27037-3